# Cyberathlete Professional League
Pour les articles homonymes, voir CPL.
La Cyberathlete Professional League (ou plus simplement CPL) était une organisation américaine spécialisée dans l'organisation de tournois professionnels et internationaux de jeux vidéo sur consoles et ordinateurs, fondée le 27 juin 1997 à Dallas au Texas par Angel Munoz. Elle cesse ses activités le 13 mars 2008, avant d’être rachetée le 23 août 2010 par WoLong Ventures PTE, une société de Singapour, qui organise ensuite des tournois en Chine.
La CPL est considérée comme le pionnier des tournois de jeu vidéo professionnels organisés dans le monde entier.
La compétition rassemblait les meilleurs joueurs de jeu vidéo et équipes du monde sur plusieurs jeux parmi les plus populaires. Les tournois de la CPL étaient ouverts à tous les inscrits, mais en raison de l'évaluation du contenu par l'Entertainment Software Rating Board (ESRB) de certains jeux vidéo, les compétitions de la CPL étaient réservées aux participants âgés de 17 ans ou plus.
L'équipe allemande SK Gaming a remporté sept fois le tournoi CPL sur Counter-Strike, un record.

## Historique
Fondée en 1997, la CPL passe en 2005 au format World Tour. Le circuit 2005 de la CPL World Tour (en) était axé sur Painkiller, un jeu vidéo en deathmatch avec une bourse d’un montant total de 1 million de dollars. Le gagnant de la grande finale de la CPL, Johnathan « Fatal1ty » Wendel, est rentré chez lui avec le grand prix de 150 000 $.
Le 13 mars 2008, la CPL annonce la cessation de toutes ses activités, mettant en cause notamment le climat économique difficile. Le 25 août 2008, la CPL annonce la signature d'un accord d'acquisition avec un groupe d'investissement basé à Abou Dhabi, aux Émirats arabes unis. Le 23 août 2010, l'ancienne société mère de la CPL annonce que le processus d'acquisition de la CPL, d'une durée de deux ans, est finalisé et que le seul propriétaire de la CPL (et de ses filiales) est maintenant WoLong Ventures PTE de Singapour,.
À la suite de cette acquisition, la CPL a organisé des concours annuels en Chine, en collaboration avec le gouvernement municipal de Shenyang.

## Fonctionnement
Il existait plusieurs CPL par année et certaines étaient qualificatives, comme la « CPL Italy » ou la « CPL Nordic » du circuit 2006-2007, qui étaient qualificatives pour la « CPL Dallas ».
Les deux plus importants évènements organisés par cette fédération ont été les « CPL Winter » et « CPL Summer ».

## Palmarès
Anciens champions CPL ; source : site de la CPL.
- Compétitions individuelles :
  - 1997 :  Tom « gollum » Dawson — Quake
  - 1998 :  Dan « Rix » Hammans — Quake III
  - 1999 :  Mark « womba » Larsen — Quake III
  - 2000 :  Jonathan « Fatal1ty » Wendel — Quake III
  - 2001 :  Jonathan « Fatal1ty » Wendel — Alien versus Predator 2
  - 2002 :  Jonathan « Fatal1ty » Wendel — Unreal Tournament 2003
  - 2004 :  Sander « Vo0 » Kaasjager — Painkiller
  - 2005 :  Jonathan « Fatal1ty » Wendel — Painkiller
  - 2006 :  Paul « czm » Nelson — Quake III
- Compétitions par équipes :
  - 2000 :  Team e9 — Counter-Strike
  - 2001 :  Team Ninjas in Pyjamas — Counter-Strike
  - 2002 :  Team SK-Gaming — Counter-Strike
  - 2003 :  Team SK-Gaming — Counter-Strike
  - 2004 :  Team NoA (en) — Counter-Strike
  - 2005 :  Team SK-Gaming — Counter-Strike
  - 2006 :  Team fnatic — Counter-Strike
  - 2007 :  Team Pandemic — Counter-Strike: Source